# 柳河藩

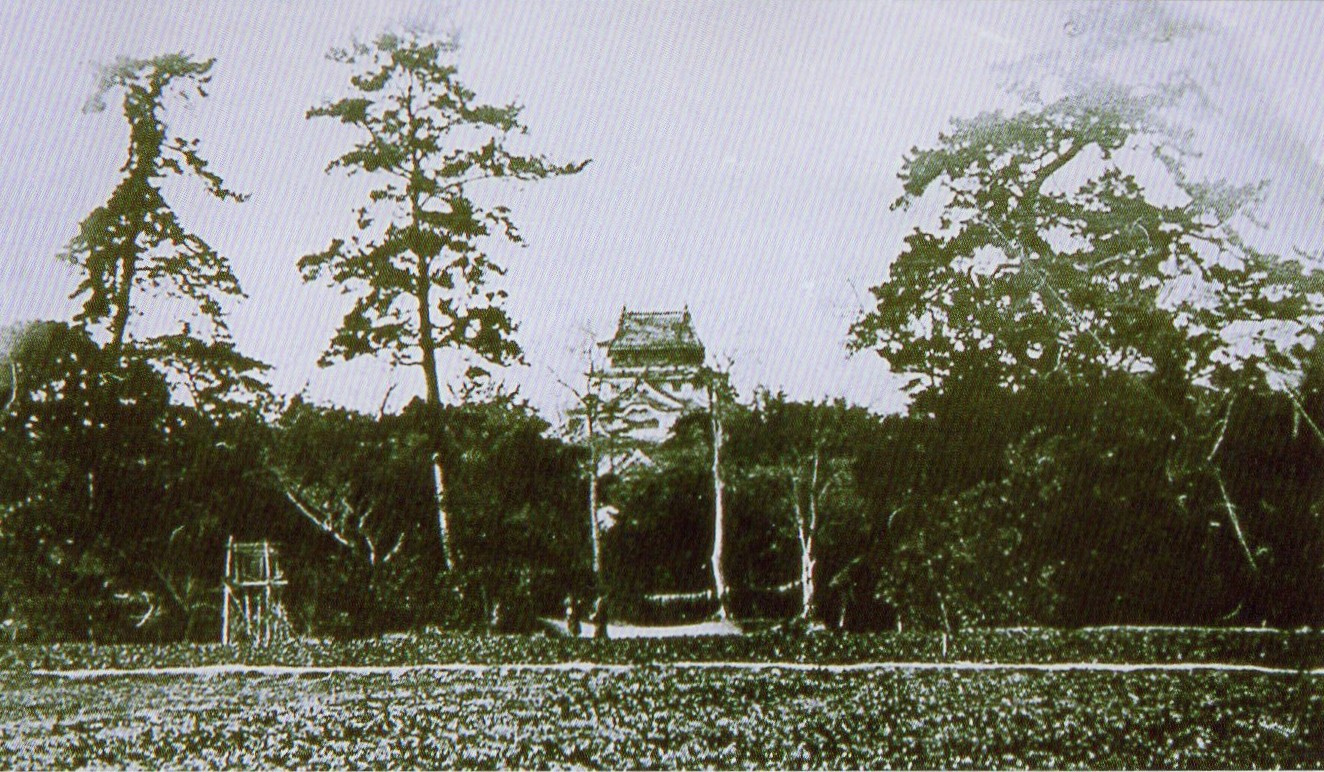
柳川城。明治3年頃撮影。

柳河藩（柳川藩、やながわはん）は、筑後国に存在した藩。藩庁は柳川城（現：福岡県柳川市）。当初は筑後一国を支配する大藩であったが、のちに久留米藩の成立により筑後南部のみを領有する中藩となった。

## 歴史
柳河（柳川）地域を中心とする下筑後（筑後南西）地方は、鎌倉時代から戦国時代末期まで蒲池氏の領地であり、次いで蒲池氏を滅ぼした龍造寺氏が一時期支配する。
豊臣時代は立花宗茂が柳川城主として13万2千石を領していたが、慶長5年（1600年）に関ヶ原の戦いで西軍に与したため改易除封となった。
同年、三河国岡崎城主田中吉政が、石田三成を捕らえた功により筑後一国32万5千石を与えられ、柳川城に入った。吉政は筑後川などの河川改修、新田開発の奨励、有明海沿岸に「慶長本土居」と呼ばれる32キロメートルにも及ぶ堤防の構築など、領内の整備を精力的に行った。元和6年（1620年）、2代忠政が病没すると、無嗣断絶により改易となった。
同年のうちに旧田中領は分割され、西軍加担の罪を赦され陸奥国棚倉藩3万石を領していた立花宗茂が8万石弱の加増を受けて10万9千石で柳川城に返り咲いた。また久留米城に有馬豊氏が21万石で入部し、久留米藩を立藩した。さらに翌元和7年（1621年）には、宗茂の甥にあたる立花種次が三池郡に1万石で入り三池藩を立藩している。
渡辺村男の『旧柳川藩志』には、2代忠茂が万治元年（1658年）家臣の禄を地方知行制から蔵米知行制に変更したとあるが、知行制の変遷についての具体的な推移は解明されていない。これにより藩士は、分限帳上においてその収入が地方知行制による石高で表わされる「給人」と呼ばれる知行取と、蔵米知行による禄高を切米の容量と与えられる扶持米により「〜石○○人扶持」と表わされる「無足」に大別され、家中の役負担や格付に差がでるようになる。
4代鑑任は元禄10年（1697年）城の西方に藩主別邸「集景亭」を造営した。鑑任死後は会所となったが、元文3年（1738年）に柳川城二の丸にあった奥（江戸城大奥に相当）が同所に移転され、以降は御花畠と呼ばれるようになった。この建築物は旧藩主立花家が経営する料亭旅館「御花」として現存している。
8代鑑寿の時に下手渡藩に左遷転封となった一族の旧三池藩領1万4千石は西国筋郡代支配となっていたが、文化13年（1816年）にこれが柳河藩預かりに変更された。その後嘉永4年（1851年）に預かり地のうち5千石が下手渡藩領に復し、明治元年（1868年）に下手渡藩が藩庁を三池に移転したことで三池藩が再び立藩、これにより柳河藩の預かりは終了した。
最後の藩主である12代鑑寛は安政年間（1854年 - 1859年）、家老の立花壱岐を登用し安政の改革を断行した。明治2年（1869年）戊辰戦争での軍功により明治政府より賞典禄5千石を与えられた。
明治4年（1871年）、廃藩置県により柳川県となったのち、三潴県を経て福岡県に編入された。
明治2年（1869年）、立花家は華族に列し、明治17年（1884年）に伯爵となった。

## 歴代藩主

### 田中家
外様　32万5千石　（1600年 - 1620年）
| 代 | 氏名                     | 肖像 | 官位                          | 在職期間                           | 享年 | 備考                 |
| -- | ------------------------ | ---- | ----------------------------- | ---------------------------------- | ---- | -------------------- |
| 1  | 田中吉政 たなか よしまさ |      | 従四位下 筑後守 兵部大輔 侍従 | 慶長5年 - 慶長14年 1600年 - 1609年 | 62   | 三河国岡崎から転封。 |
| 2  | 田中忠政 たなか ただまさ |      | 従四位下 従五位下 筑後守 侍従 | 慶長14年 - 元和6年 1609年 - 1620年 | 36   |                      |

### 立花家
1902年（明治35年）まで立花鑑広と立花鑑備が別人であることが極秘とされていたために、それまでは鑑広改め鑑備が10代、鑑寛が11代ということになっていた。
外様　10万9千石　（1620年 - 1871年）
| 代 | 氏名                       | 肖像 | 官位                                      | 在職期間                           | 享年 | 備考                                              |
| -- | -------------------------- | ---- | ----------------------------------------- | ---------------------------------- | ---- | ------------------------------------------------- |
| 1  | 立花宗茂 たちばな むねしげ |      | 従四位下 飛騨守 左近将監 侍従             | 元和6年 - 寛永15年 1620年 - 1638年 | 76   | 関ヶ原の戦い以前の柳河領主。 陸奥棚倉藩から転封。 |
| 2  | 立花忠茂 たちばな ただしげ |      | 従四位下 従五位下 飛騨守 左近将監 侍従    | 寛永15年 - 寛文4年 1638年 - 1664年 | 64   | 旗本・高橋重種の子。                              |
| 3  | 立花鑑虎 たちばな あきとら |      | 従五位下 従四位下 飛騨守 左近将監 侍従    | 寛文4年 - 元禄9年 1664年 - 1696年  | 57   |                                                   |
| 4  | 立花鑑任 たちばな あきたか |      | 従四位下 飛騨守                           | 元禄9年 - 享保6年 1696年 - 1721年  | 39   |                                                   |
| 5  | 立花貞俶 たちばな さだよし |      | 従四位下 飛騨守 侍従                      | 享保6年 - 延享元年 1721年 - 1744年 | 47   | 旗本寄合席・立花茂高の子                          |
| 6  | 立花貞則 たちばな さだのり |      | 従五位下 従四位下 丹後守 伯耆守 飛騨守    | 延享元年 - 延享3年 1744年 - 1746年 | 20   |                                                   |
| 7  | 立花鑑通 たちばな あきなお |      | 従五位下 従四位下 左近将監 侍従 左京大夫  | 延享3年 - 寛政9年 1746年 - 1797年  | 69   |                                                   |
| 8  | 立花鑑寿 たちばな あきひさ |      | 従五位下 従四位下 伯耆守 左近将監         | 寛政9年 - 文政3年 1797年 - 1820年  | 52   |                                                   |
| 9  | 立花鑑賢 たちばな あきかた |      | 従四位下 左近将監                         | 文政3年 - 天保元年 1820年 - 1830年 | 42   | 立花鑑一の子                                      |
| 10 | 立花鑑広 たちばな あきひろ |      |                                           | 天保元年 - 天保4年 1830年 - 1833年 | 10   |                                                   |
| 11 | 立花鑑備 たちばな あきのぶ |      | 従四位下 左近将監                         | 天保4年 - 弘化3年 1833年 - 1846年  | 20   | 立花鑑広の替え玉。                                |
| 12 | 立花鑑寛 たちばな あきとも |      | 従二位 従四位下 飛騨守 左近将監 侍従 少将 | 弘化3年 - 明治4年 1846年 - 1871年  | 81   | 一門・立花寿俶の子                                |

## 立花家時代の重臣家
柳河藩重臣の概要は以下のとおり

### 御両家
藩主家家門で江戸幕府の徳川御三家に相当し、2家しかないが江戸幕府にならって「御三家」と表記する史料もある。当初は組迯であったが、江戸時代後期以降は家老家より上座扱いで分限帳や武鑑では柳河藩家臣団では最上位扱い。藩政に参与。
- 立花帯刀家（立花忠茂の庶長子の立花茂虎が創始、2千300石、内膳家に対し「文の家」と俗称。藩主の立花貞俶は同家の出身）
  - 立花茂虎―茂高―茂之―茂矩―茂親―茂旨―茂教―茂漚―茂樹
- 立花内膳家（立花忠茂の兄の立花政俊が創始、1千石、帯刀家に対し「武の家」と俗称。2代目は種俊が継ぐ[2]）
  - 立花政俊―種俊―種信―種命―種房―寿賰―種薫―種珍―種生―種整―卓

### 一門家
藩主家家門。江戸幕府の御三卿に相当し、幕府にならって「御三卿」と記載する史料もある。柳河藩から用達が出向する。両家に次ぐ家格で家老より上座。
- 立花監物家（立花貞俶の五男、立花致傳が創始。1000石）
  - 立花主悦致傳＝監物致真（異母弟）―兵庫＝伊予（下手渡藩主立花種恭の弟）
- 立花大学家（立花鑑通の三男、立花通厚が創始。1000俵）
  - 立花大学通厚―能登為清＝賀正（弟）＝茂敬（帯刀茂教の次男）＝中務忠亮（賀正実子）
- 立花右京家（立花鑑寿の子、立花寿俶が創始。後に2代淳次郎（後に鑑寛）が立花鑑広養弟になったので廃絶。藩主立花鑑寛の実家）
  - 立花右京寿俶―淳次郎（後の立花鑑寛）

### 家老家
家老を輩出する家は、立花四天王などから構成された6組ある大組を統括する大組頭を兼務する家と、家格が大組組迯（軍制上、大組に属さない家）である家に分かれる。なお、両家の内膳家も家老に就任するが、他の家老家よりも扱いが格上であった。
・家老家：谷川新右衛門家（現大牟田市）

#### 大組組頭世襲家
大組の組頭を世襲する。大組は6組なので、6家有る。米多比立花家改易後に由布家が昇格し、6家体制は維持されている。
- 立花壱岐家（本姓由布氏で、立花姓を賜姓された。由布美作守系。高3000石、後に1500石）
  - 由布惟信―由布惟定＝由布惟次（弟）＝立花惟與（十時連貞の長男）―茂局―茂惟―惟敬―惟𥿽―（以下略）
- 小野家（立花四天王、高3000後に2000石、藤原道長の子、藤原長家の子孫を自称。大組頭兼務家）
  - 小野鎮幸―小野質幸＝小野鎮矩（実森下備中釣雲の子で鎮幸婿養子）―辰幸＝茂高（辰幸弟）―正俊―真俊―隆幸＝春信（実立花勝兵衛虎良子）―（以下略）
- 立花勝兵衛家（片賀瀬戸次氏、のち山田に改姓、そして立花賜姓を受ける。米多比立花家改易後に大組頭家となる。大組頭兼務家。高1500石）
  - 戸次親良（山田勝兵衛）―親貞（山田数馬）＝親房（親貞弟、勝兵衛、立花祥林）―親信＝茂清（親信弟、勝兵衛虎良）＝親長（茂清弟、戸次数馬、立花自楽）―（以下略）
- 矢嶋家（高3000石後に2000石。大組頭兼務家）
  - 矢嶋秀行―重成―重知―俊行＝行知（立花忠茂三男）＝虎重（立花忠茂四男）＝重亮（俊行甥）―（以下略）
- 十時摂津家（高3000石後に2000石。大組頭兼務家。十時氏分家十時惟次の家系）
  - 十時連貞―惟昌（連貞三男）―惟直―惟一―孟雅―惟舒―（以下略）
- 十時兵庫家（高1000石。十時惟忠の次男の家系）
  - 十時連秀―虎実―惟壽―惟次―惟将―惟蔵＝惟親（実立花親長自楽の四男）―（以下略）

《廃絶》
- 因幡伊兵衛家（寬政年間大組に昇格、のち寬永14年島原の乱（有馬の役）に因幡を代わりに十時太左衛門惟壽（十時兵庫家の祖)が大組頭になる。）
  - 因幡宗糺＝正良（伊兵衛。実は十時連貞の四男）―正齋
- 米多比立花家（米多比嫡家で、立花に改姓。大組頭兼務家であったが、後に改易。高2000石）
  - 米多比鎮久―立花鎮信―鎮実―鎮俊―（以下略）

#### 大組迯家
軍制上、大組に属さない大組組迯である家。家老就任者は大組組迯筆頭になり、変動がある。
- 立花織衛家（家祖は柳河藩主立花貞俶の五男戸次通孝。2代目通栄の時に立花姓となる。1000石）
  - 戸次通孝―立花通栄―孝始―寛亮
- 立花縫殿助家

## 立花家時代の軍制
柳河藩の軍制は嘉永年間までには大組、大組迯、物頭席、小姓組、組迯書院番、組迯書院組番格、諸士格、徒士となる。

### 大組
柳河藩で早く成立した、馬廻相当の組で、大組は6組あるので、「六組」とも呼称される。給人と蔵米知行の無足に分かれる各組組士は、1名の組頭に統括される2名の番頭の統括を受ける。
各組の組頭は、6家の譜代家老家が兼務し、例えば「立花壱岐組」といった具合に、組の呼称はその組の組頭の人名で呼称される。

### 大組迯
藩主直属の家臣や臣籍降下した藩主の子といった、大組に属さない家臣より構成される。当初は単に「組迯」と呼称されたが、後に成立した組迯書院番と区別されて「大組迯」と呼称されるようになる。なお、家老を勤めない大組迯の家臣1名が組迯書院番を統括した。また、両家も当初は大組迯に編入されていたが、後に分立した。
組頭を勤める世襲家老家同様に、大組迯からも柳河藩家老が登用される。大組迯出身の家老で著名な人物に立花通栄がいる。また、給人で中老や江戸留守居就任者に就任した者は大組迯に編入される。

### 物頭席
物頭就任者が所属。幟、鉄砲、持筒、弓、長柄といった所属部署を明記した分限帳もある。大組給人で物頭に就任すると物頭席に移転する。

### 小姓組
藩主側近の用人や試番、納戸、小姓、藩校助教などが所属。大組給人でこれらの役職に就任すると小姓組に移転する。

## 立花家時代の役職
柳川藩の上中級の役職の序列は「列役」、「端列」、「諸役人」に分かれる。ただし、「端列を列役に含めて諸役人と対比させることがある。」と「柳河藩立花家分限帳」著者は記述しているが、同書掲載の資料では端列の役職でも諸役人扱いになっているものの見受けられる。
ちなみに諸役人の役職には他藩のような「○○奉行」という呼称を用いないことが多い。領民からの徴税などの領内政治や幕府・諸藩との交渉を担当する表向と大名家を補佐する奥向に分かれ、奥向はさらに藩主の日常空間を中心に活動する藩主側近職の中奥、正室や側室、子女の生活する奥で活動する奥とに組織が分かれる。また、江戸幕府の足高の制同様に、禄高に満たない者の就任の際は合算して禄高が満たされるよう、役知が支給される場合がある。

### 列役
藩政の中枢を担う。「福岡縣史資料」の『柳河藩政一班』の説明によると列役には以下の役職の他、一門家や両家、家老家も含まれる。『柳河藩政一班』によると勅任官に相当するものとしている。
- 家老
家老定員は6名。当初は6組ある大組の頭が就任したが、後に藩主家連枝や大組頭以外の重臣からなる大組外からも登用されるようになる。中老とともに表向、奥組織の頂点とされる。
- 中老
当初は「奉行」と呼称されたが宝暦年間に改名。大組外より登用される。家老同様に表向、奥組織の頂点とされる。
- 番頭
大組に各組2名。
- 用人
小姓頭兼務。小姓組に所属。中奥組織では頂点とされる。禄高300石
- 奥頭分
奥向き一切の処理
- 公事方奉行

### 端列
列役に準ずる。「福岡縣史資料」の『柳河藩政一班』での説明では以下の役職の総称としている。また『柳河藩政一班』によると奏任官に相当するものとしている。
- 物頭
軍制上は物頭席として独立しており、分限帳では就任者は物頭席に掲載される。大組給人が物頭になると大組から物頭席に転属される
- 寺社町役
寺社町奉行。当初は寺社役、町役と別々だったが、統合。
- 船奉行
- 試番
「柳河藩政一班」では藩主の食事の毒見を担当したとされるが、「柳川家記」では毒見については不明とし、江戸幕府の奏者番に近いものと考察されている。「柳河藩政一班」の成立当時は定員5〜6人とされたが、幕末には10名を超えたとされる
- 山筒頭
五条家による世襲職。猟師を統括

### 諸役人
藩政・家政の実務を担う中堅役職級。下役は含まない。以下は「列並諸役人帳」（文久3年(1863年)頃作成だが、しばらく実務に使っていたと推定）を参考にしたもの
- 目付
- 会所目付
- 勘定役
他藩の勘定奉行に相当。
- 郡役
宝暦年間に検見役より改名。普請役兼務、他藩の郡奉行に相当。
- 物成役
明治2年に会計方に改名。
- 表納戸役
- 万役
貸付役兼務
- 運上役
沖端津口兼務
- 普請役
船木屋兼務、他藩の普請奉行相当。
- 山方
- 武具方
- 二の丸銀蔵役
- 城地路地役
花畑路地兼務。
- 記録役
- 蔵目付
- 三の丸蔵役
- 高蔵役
- 嶋蔵役
- 猟方
- 津口
- 代官
明和・安永頃の分限帳での役料は白米2石3斗1升、夫銀1枚。
- 牧役
- 腰物方
- 櫛役
- 奥納戸
- 花畑（畠）目付
- 花畑（畠）役人
- 監物様用達
- 大学様用達
- 右筆
- 表右筆御内用兼務
- 用人書記役
- 茶道方
- 大坂銀役
- 厩方
- 徒士頭
一名は手廻頭兼務。徒士を統括。
- 次目付
- 長崎外聞役
長崎聞役に相当。
- 能方
- 学監
藩校校長。
- 助教
- 句読師
- 書物方
- 交合方
- 吟味役
- 留役
- 書役
- 若殿様附
用人が兼務。
- 若殿様守役
- 稽古方世話役

### 備考
- オノ・ヨーコの生家は小野家であり、祖父は小野英二郎である。同家は「柳川藩の家老で、立花四天王の1人小野鎮幸の子孫」といわれることがあるが、実際のところは誤説で、オノ・ヨーコの生家は家老家の小野家でないことは「文久・慶応、明治家中変遷」で確認できる。ちなみに同史料によると1896年（明治29年）当時の家老家戸主は小野隆基（旧名・小野若狭）である。
- 松田聖子（蒲池法子）の生家は柳川藩の家老格で、藩祖立花宗茂の正室の誾千代の菩提寺である良清寺を初代住職の応誉上人（蒲池統安の子）以来、預かる。家老でないのは、蒲池家は立花家譜代の家臣ではなく、蒲池鑑盛の子孫で元は柳川城主で領主の一族だったからとされる。

## 藩邸および江戸における菩提寺
江戸武鑑では江戸藩邸は上屋敷が下谷御徒町にあり、中屋敷と下屋敷は浅草鳥越にあった。大坂常安町に大坂藩邸があった。また、江戸武鑑には掲載されないが長崎蔵屋敷も所有している。
立花家およびその家中が江戸で死去した際に使用した菩提寺は下谷の臨済宗大徳寺派寺院の円満山広徳寺であった。

## 幕末の領地
- 筑後国
  - 山門郡 - 115村
  - 三潴郡のうち - 27村
  - 三池郡のうち - 55村
  - 下妻郡のうち - 10村
  - 上妻郡のうち - 18村

## 関連リンク
- 柳川（立花左近将監鑑通） | 大名家情報 - 武鑑全集

| 先代 （筑後国） | 行政区の変遷 1620年 - 1871年 （柳河藩→柳河県） | 次代 三潴県 |